# Scott Brown (fotbollsspelare)
Scott Brown, född 25 juni 1985 i Dunfermline, Fife, är en skotsk före detta fotbollsspelare. Han spelade större delen av sin karriär i Celtic. Han representerade även det skotska landslaget.

## Karriär
Brown startade sin professionella karriär i Hibernian. Hans övergång från Hibernian till Celtic sommaren 2007 blev rekord som den högsta övergångssumman mellan två skotska klubbar. Den 6 december 2020 spelade Brown sin 600:e match för Celtic i en 1–1-match mot St. Johnstone.
Den 25 mars 2021 värvades Brown av Aberdeen, där han fick en roll som spelande hjälptränare med start den 1 juli 2021.